# Chutes Alberta
Pour les articles homonymes, voir Alberta (homonymie).
Les chutes Alberta (en anglais : Alberta Falls) sont des chutes d'eau du comté de Larimer, dans le Colorado, aux États-Unis. Ces chutes formées par la Glacier Creek relèvent du parc national de Rocky Mountain.